# Шосе Прітхві H04
Шосе Прітхві (неп. पृथ्वी राजमार्ग) має 174 км довжини, що з’єднує Наубісе з шосе Трибхуван, 26 км від Катманду, столиці Непалу, і Прітхві Чоук, Покхара, туристичне місто в західній частині Непалу.

## Історія
Будівництво шосе почалося в 1967 році за підтримки китайського уряду. Будівництво було завершено в 1974 році. Шосе названо на честь короля Прітхві Нараян Шаха.

## Маршрут

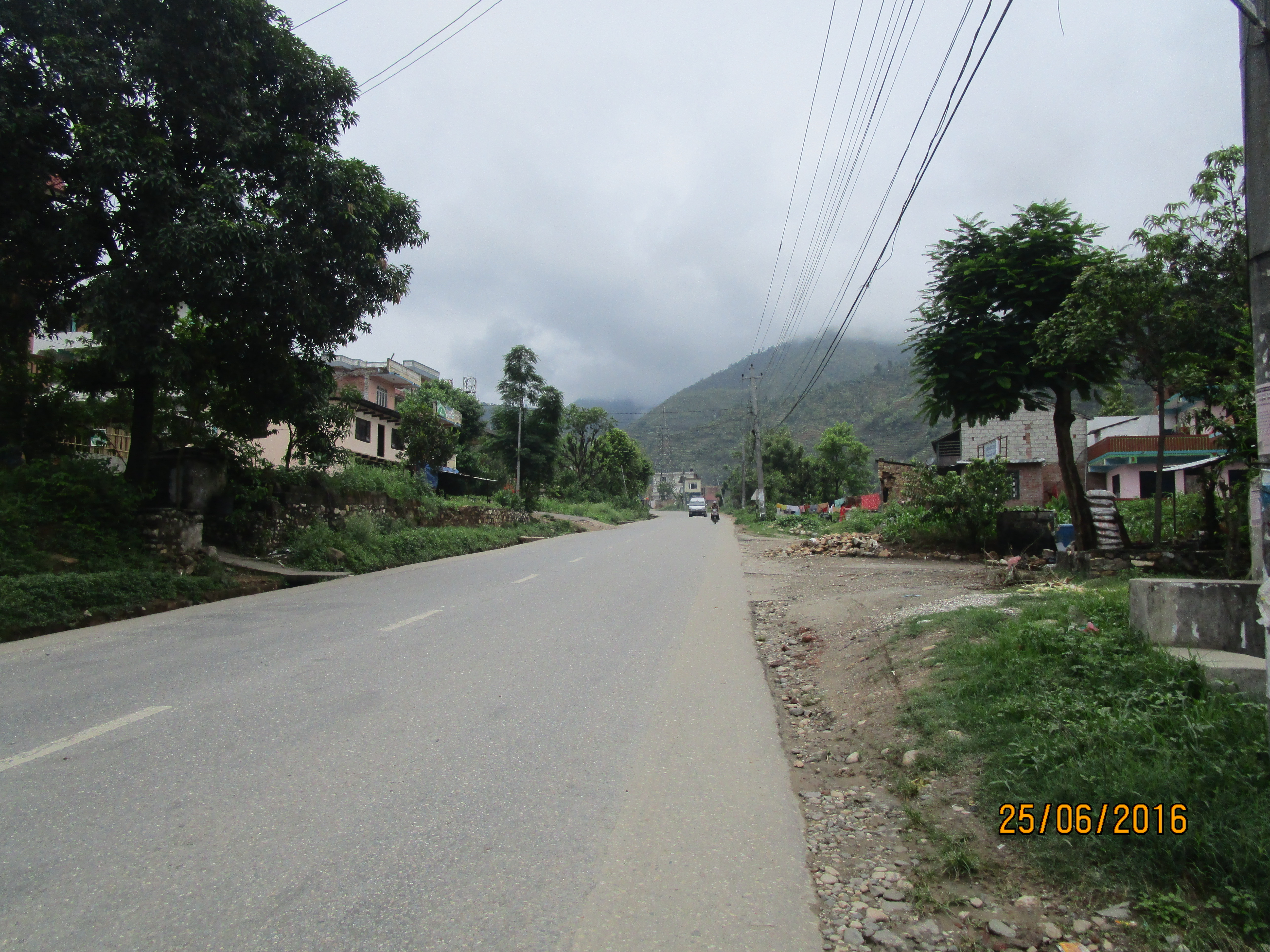
Шосе Прітхві в Малеху

Ця дорога, схильна до зсувів і сильно перевантажена, проходить через п’ять районів: Катманду, Дадінг, Читван, Танаху та Каскі. Це шосе з'єднується з шосе Трібхуван у Наубісе. Ділянка Бхаратпур - Маглінг з'єднує це шосе з шосе Махендра, найдовшим шосе в Непалі. Шосе також з’єднує район Нувакот через нещодавно збудовану дорогу в Галчі та з’єднується зі штаб-квартирою району Дадінг у Пхурке-Хола, Малеху. До відкриття Шосе Банепа-Бардібас у 2011 році це шосе було єдиним удосконаленим наземним маршрутом із долини Катманду до всіх точок на південь, і як таке головною артерією для важких вантажівок у долину Катманду та в Покхару.
Пагорби, що оточують 206 км ділянки шосе Прітхві від Катманду до Покхари містить деякі з найважливіших релігійних місць у Непалі. Манакамана Мандір поблизу Маглінга є одним із найстаріших храмів у центральному Непалі та важливим пунктом для індуїстського паломництва.